# Kalanchoe crundallii
Kalanchoe crundallii és una espècie de planta suculenta del gènere Kalanchoe, que pertany a la família Crassulaceae.

## Descripció
És una planta perenne glabra pruïnosa una mica carnosa.
Les tiges són simples, erectes o decumbents, teretes, de fins a 90 cm d'alçada, fins a 1,4 cm de diàmetre a prop de la base, arrelant ocasionalment.
Les fulles són peciolades, una mica carnoses, amb pecíol aplanat, de 5 a 20 mm de llarg i uns 5 mm d'ample, làmina de color verd cera a verd groguenc, sovint vorejat de vermell, orbicular, rarament àmpliament oblong o obovat, de 3 a 7 cm de llarg i de 2 a 5,5 cm d'ample, punta àmpliament arrodonida, base cuneada, marges sencers o crenats.
Les inflorescències són curtes formant panícules cimoses oblongues, pedicels prims, d'1 a 1,5 mm.
Les flors varien en el transcurs de l'antesi d'erectes a pèndules, finalment erectes de nou; sèpals carnosos, deltoides, de 2 a 5 mm de llarg i d'uns 2 mm d'ample; corol·la de color groc verdós a groc intens, tenyida de vermell a les parts que no estan exposades a la llum directa del sol, de color vermell corall amb taques vermelles més fosques quan s'exposen al sol, tubs cilíndrics de 4 angles lleugerament encongits a la gola, de 14 a 15 mm; pètals ovats, àmpliament arrodonits a la punta, apiculats, lleugerament recurvats, de 3 a 4 mm de llarg i d'uns 3 mm d'ample; estams inserits per sobre de la meitat del tub de la corol·la, inclosos.
És una espècie decorativa, sobretot a causa dels colors variables de les flors en funció de l'exposició a la llum. La posició variable de les flors durant la seva antesi també és notable i s'acompanya de canvis de color (cabdells erectes, groguencs, flors obertes penjants, vermelles, flors marcides erectes, marró-vermelles).

## Distribució
Planta endèmica de la província Limpopo de Sud-àfrica. Creix entre còdols de les zones boscoses.

## Taxonomia
Kalanchoe crundallii va ser descrita per Frans Verdoorn.

### Etimologia
Kalanchoe: nom genèric que deriva de la paraula cantonesa "Kalan Chauhuy", 伽藍菜 que significa 'allò que cau i creix'.
crundallii: epítet atorgat en honor del botànic britànic Albert Henry Crundall.